# 中村梧郎
中村 梧郎（なかむら ごろう、1940年12月8日 - ）は、日本の報道写真家。敬愛大学・環境情報研究所客員研究員、現代写真研究所副所長、日本写真家協会会員。日本リアリズム写真集団代表理事。「九条の会」傘下の「マスコミ九条の会」呼びかけ人を務めている。

## 人物
長野県岡谷市生まれ。長野県諏訪清陵高等学校卒業、中央大学工学部中退。
1970年以降のベトナム戦争の取材を通じて、枯葉剤による人体・環境被害を伝える作品を発表。土門拳らの推挙により、1976年の第1回JRP公募展「視点」大賞受賞を皮切りに、第8回伊奈信男賞など数々の賞を受賞。「母は枯葉剤を浴びた」（新潮文庫）は20年間に27万部余のロングセラーとなった。
ベトナム戦争に参戦したアメリカや韓国の元兵士にも取材対象を広げ、アメリカ各地での巡回移動展も開催。2007年6月、長野放送制作のテレビドキュメンタリー番組『枯れ葉剤被害は終わらない～報道写真家・中村梧郎の30年～』全国放送（2007年度日本民間放送連盟賞・テレビ報道番組部門優秀賞受賞）。

## 経歴
- 1976年、第1回公募展「視点」大賞受賞。
- 1979年、日本ジャーナリスト会議(JCJ)奨励賞。
- 1983年、ニコン第8回伊奈信男賞。同年、ユージン・スミス賞（ユージン・スミス・メモリアル基金）の最終候補の一人。同年、「母は枯葉剤を浴びた」（新潮文庫）を刊行。
- 1996年、日本ジャーナリスト会議特別賞。
- 1999年、岐阜大学地域科学部の助教授・教授としてメディア論・環境文化論を担当。
- 2003年、ベトナム政府より情報文化功労賞授与。
- 2005年、大阪・東京で「枯葉剤の30年」展。同年、「母は枯葉剤を浴びた」改定新版を、岩波現代文庫で刊行[6]。
- 2006年、第1回日本科学技術ジャーナリスト会議（JASTJ）賞受賞。同年10月、ニューヨーク市立大学ジョンジェイ校ギャラリーで、「枯葉剤ニューヨーク展」[7]。